# Andreas Orosz
Andreas Orosz (* 1960 in Gießen) ist ein deutscher Maler des Realismus.

## Leben
Nach dem Abitur 1979 studierte Andreas Orosz neben Anglistik zunächst Kunstgeschichte in Gießen, von 1981 bis 1985  Anglistik und  Kunsterziehung an der Johannes-Gutenberg-Universität Mainz (Malklasse Bernd Schwering), abschließend, bis 1990, Freie Kunst (Malerei) am gleichen Institut. Eine erste Ausstellung fand 1984 statt. Im Zentrum seiner realistischen Malerei stehen Landschaften, Interieurs und neue Formen des Stilllebens.
Orosz lebt und arbeitet in Wiesbaden.

## Künstlerische Entwicklung

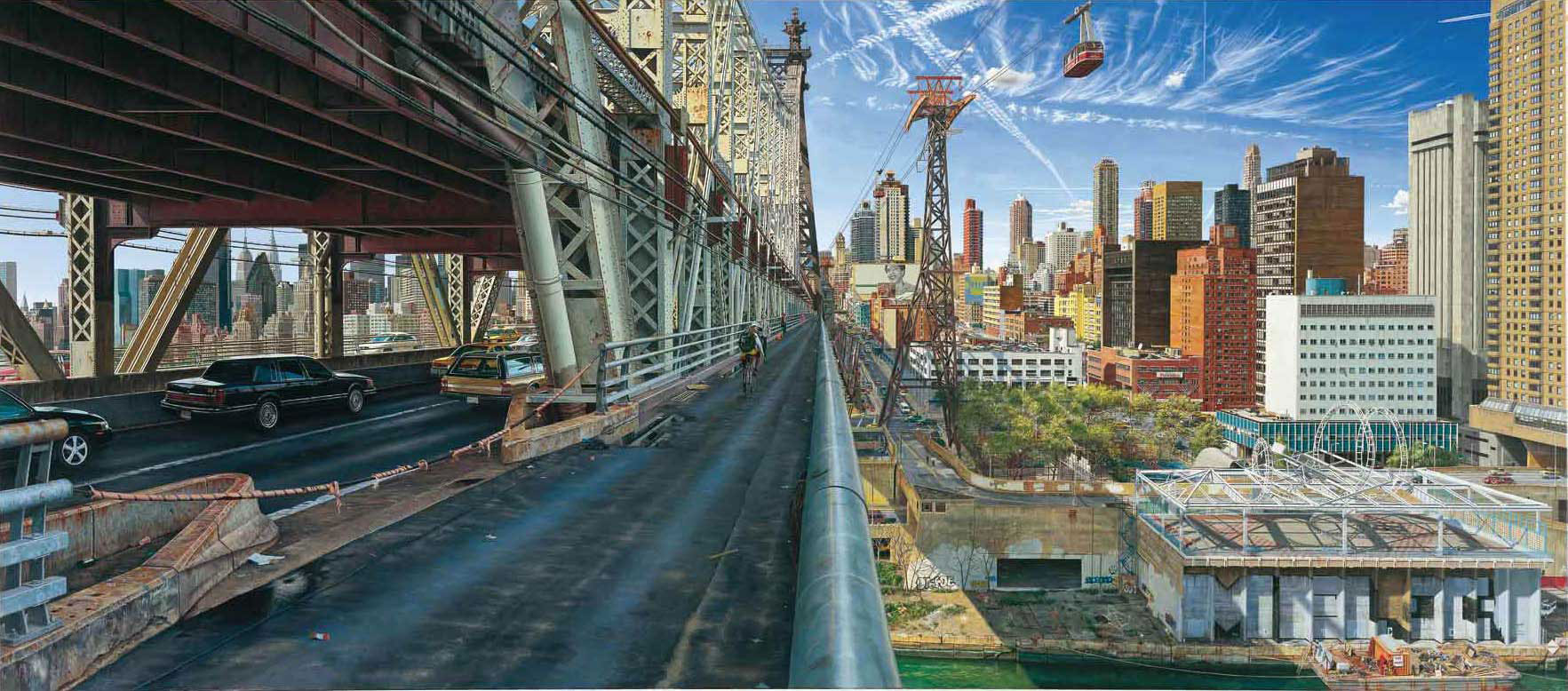
Andreas Orosz, „Queensboro Bridge“, 2001

Lässt man die zwischen 1982 und 2007 entstandenen Arbeiten Revue passieren, zeigt sich eine sukzessive Verlagerung seiner künstlerischen Wahrnehmung von innen nach außen, von der privaten Sphäre in die Öffentlichkeit, wobei er die einmal erarbeiteten Sujets auch weiterhin aufgreift. Orosz beginnt mit Stillleben, die von persönlicher (Alltags)-Erfahrung geprägt sind („Waschmaschine“, 1985), verlässt dann („Cassa Parlante“, 1989/90) den häuslichen Rahmen, d. h., es tauchen Motive wie „Garage“ (1990) oder „Blumenladen“ (1992) auf. Mit „Pitigliano“ entsteht 1994 sein erstes Stadtbild. In dieses Themenfeld gehört auch sein bislang aufwendigstes Gemälde „Queensborobridge“ (1999–2001). Ab 1997 malt Orosz zunehmend auch Naturlandschaften, u. a. eine Serie von Schneebildern.

## Ausstellungen

Andreas Orosz, „Garage“, 1990

- 1985: Jahresausstellung der Darmstädter Sezession, Mathildenhöhe, Darmstadt
- 1991: Den Mops verdoppeln? – Realismus heute, Städtische Galerie im Park Viersen
- 1993: 1. Realismus Triennale, Martin-Gropius-Bau, Berlin
- 1995: Andreas Orosz, Gemälde, Zeichnungen, Grafik 1983-1995, Oberhessisches Museum, Gießen
- 2001: Visionen des Wirklichen, Städtische Galerie im Park, Viersen
- 2001: Andreas Orosz: N.Y. Queensboro Bridge and other Themes, DePfa Group, Wiesbaden und New York
- 2010: Realismus – das Abenteuer der Wirklichkeit, Kunsthalle Emden (anschließend vorgesehen: Hypo Kunsthalle, München)